# Eugen Carl Mayer
Eugen Carl Mayer (* 1909; † 1990) war ein deutscher parteiloser Kommunalpolitiker. Von 1945 bis 1946 war er Landrat von Ebersberg.

## Werdegang
Mayer stammte aus Offenbach und war der Sohn eines jüdischen Arztes. Wegen seiner Herkunft durfte Meyer selbst nicht als Mediziner arbeiten, obwohl er den Beruf erlernt hatte. 1934 wurde ihm wegen dem fehlenden Nachweis „deutschblütiger Abstammung“ die Zulassung als Arzt verweigert. Stattdessen arbeitete Mayer zunächst als kaufmännischer Angestellter, bevor er 1944 aus München fliehen musste und in Loitersdorf im Landkreis Ebersberg ein Versteck fand. Als Mitglied der Hilfspolizei in Loitersdorf fiel Mayer nach dem Krieg wahrscheinlich wegen seiner Englischkenntnisse dem amerikanischen Militär auf. Er erhielt die Position des Stellvertreters des am 8. Mai 1945 von den Amerikanern eingesetzten Landrats Josef Wintrich. Doch Wintrich wurde bereits wieder am 31. Juli aus dem Amt entfernt. Wintrich hatte 1940 und 1944 juristische Gutachten für den Sicherheitsdienst erstellt und der CIC zweifelte am rein juristischen Hintergrund. So wurde Mayer zum neuen Landrat ernannt, obwohl auch bei ihm der Beamte des CIC misstrauisch war. So konnte Mayer im Verhör nicht erklären, warum er als rassisch Verfolgter in der Nazi-Zeit nicht in ein KZ gekommen war. Auch die politische Einstellung seiner Schwester Helene Mayer, die als Fechterin 1932 und 1936 an den Olympischen Spielen teilnahm.
Mayer hatte in seinem Amt auch Schwierigkeiten, weil er nicht aus Bayern stammte. Auch konnte er weder auf familiäre, politische oder persönliche Verbindungen zur Bevölkerung zurückgreifen. Noch im August 1945 verfassten Bürger aus Grafing eine seihr unfreundliche Denkschrift über die Zustände im Landratsamt Ebersberg an die Bayerische Staatsregierung. Diese sah drei Gründe für die Probleme in der Verwaltung:

„1.) In der Art der Geschäftsführung, 2.) in der politischen Führung hinsichtlich der Behandlung von Parteigenossen und 3.) in der persönlichen Politik des Landrats, die bewußt auf eine Ausschaltung des bayerischen Elements in der Verwaltung hinausläuft. (…) Obwohl eine größere Anzahl von Sachbearbeitern und Hilfskräften als früher beschäftigt werden (vorher 13 Personen, unter Unterstützung von 12 Hilfskräften, jetzt 23 Personen und 28 Hilfskräfte), muß der .kleine Mann' (= Einheimischer) infolge der Umständlichkeit der Geschäftsführung oft wochenlang auf eine Entscheidung seines Gesuches warten, über das entweder Herren aus Norddeutschland oder wenn bayerische, dann Parteigenossen entscheiden, beeinflußt durch persönliche Nützlichkeitsgründe.“

Die amerikanische Militärregierung hatte der Bevölkerung jegliche politische Betätigung verboten, auch wenn es sich um antifaschistische handelte. Deswegen wurden die fünf Verfasser von den Amerikanern verhaftet und in das Gefängnis in Ebersberg inhaftiert. Zusätzlich Brisanz entstand, weil der Mann, denn die Autoren sder Denkschrift als neuen Landrat vorgeschlagen hatten, bereits 1932 Mitglied der NSDAP gewesen war und die Tochter des bayerischen Ministerpräsidenten Fritz Schäffer heiraten wollte, was sich zu einer Affäre „Fritz Schäffer“ entwickelte. Schäffer besuchte im September grafing und nachdem er bei der Militärregierung meldete, dass die Gefangenen misshandelt worden seien, kam man dort zu dem Schluss, dass die Männer nur „Werkzeuge“ des Bewerbers für das Amt des Landrates gewesen seien und man ließ sie frei. Der Fall wurde an höhere Stelle geleitet. Kurze Zeit später wurde Schäffer als Ministerpräsident abgesetzt.
Der Unmut über die „Ebersberger Fremdenregierung“ unter der Bevölkerung blieb bestehen und auch die zahlreichen Flüchtlinge aus den Ostgebieten forderten eine Änderung der Verhältnisse, weil sie die Folgen dieses Unmuts zu spüren bekamen. Am 28. April 1946 wurde ein neuer Kreistag gewählt. Am 28. Mai wählte der Kreistag Alois Keßler zum neuen Landrat.